# Vellozia campanuloides
Vellozia campanuloides är en enhjärtbladig växtart som beskrevs av Mello-silva. Vellozia campanuloides ingår i släktet Vellozia och familjen Velloziaceae. Inga underarter finns listade.